# يعقوب (اسم)
يعقوب اسم علم عربي مذكر ذو أصل عبري (جاكوب) ، وله مكانة دينية عند المسلمين واليهود لكونه اسم نبي الله يعقوب أب النبي يوسف